# Данкан (Оклахома)
Данкан (енгл. Duncan) град је у америчкој савезној држави Оклахома.

## Демографија
По попису из 2010. године број становника је 23.431, што је 926 (4,1%) становника више него 2000. године.
| Група             | 2000.          | 2010.          |
| Белци             | 18.752 (83,3%) | 18.434 (78,7%) |
| Афроамериканци    | 915 (4,1%)     | 780 (3,3%)     |
| Азијати           | 106 (0,5%)     | 183 (0,8%)     |
| Хиспаноамериканци | 1.349 (6,0%)   | 2.085 (8,9%)   |
| Укупно            | 22.505         | 23.431         |